# Kemalpaşa

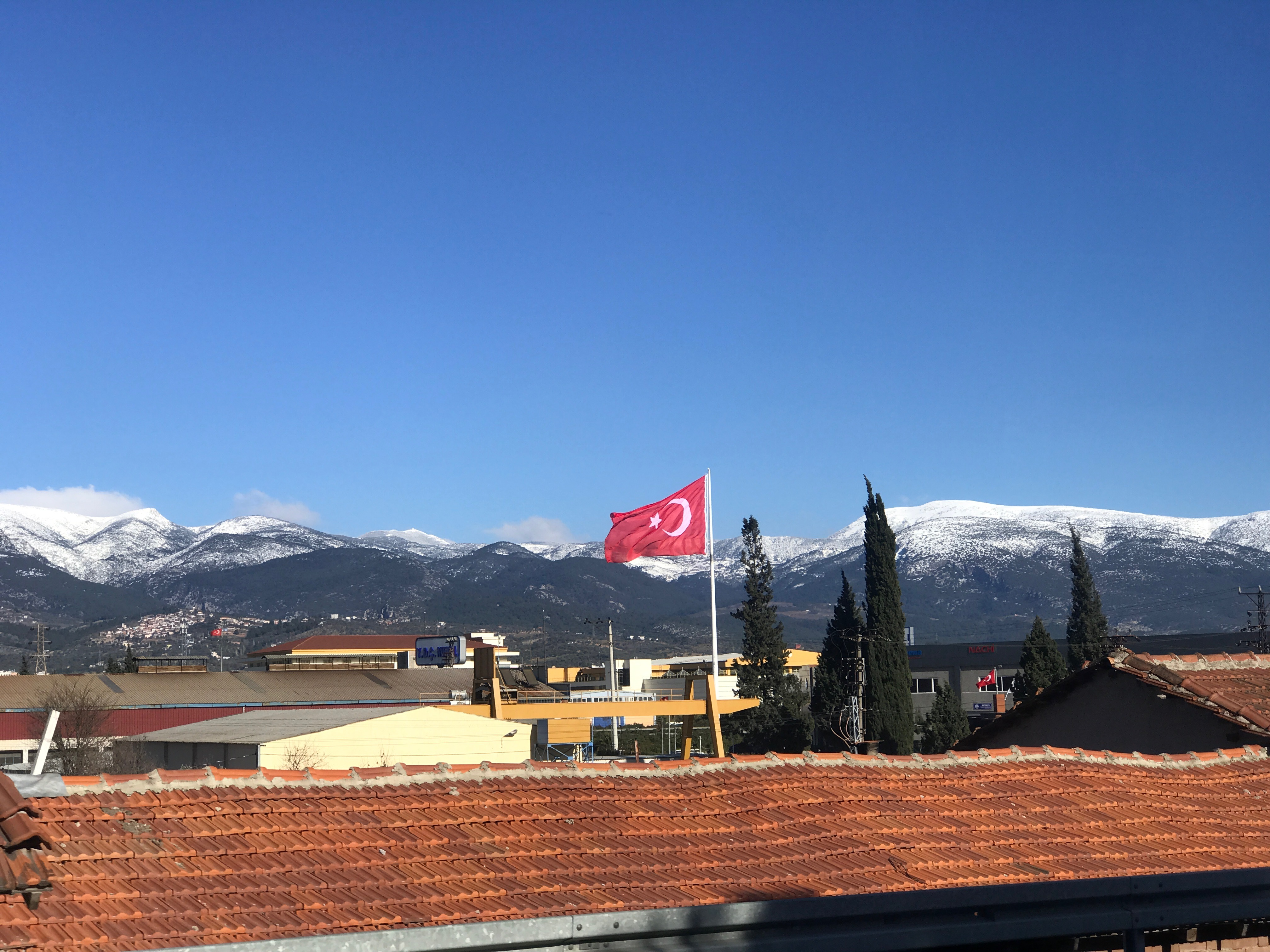
Kemalpaşa im Winter

Kemalpaşa ist eine Stadtgemeinde (Belediye) im gleichnamigen Ilçe (Landkreis) der Provinz Izmir in der türkischen Ägäisregion und gleichzeitig ein Stadtbezirk der 1984 gebildeten Büyükşehir belediyesi İzmir (Großstadtgemeinde/Metropolprovinz). Seit der Gebietsreform ab 2013 ist die Gemeinde flächen- und einwohnermäßig identisch mit dem Landkreis.

## Geografie
Der Landkreis liegt im Nordosten der Provinz an der Grenze zur Provinz Manisa.
Kemalpaşa liegt am Fluss Nif Çayı, der wenig nördlich der Stadt in den Gediz, den antiken Hermos, mündet, zwischen den Bergen Kemalpaşa Dağı (auch Nif Dağı) im Süden und Manisa Dağı (auch Yamanlar Dağı, Spil Dağı, in der Antike Sipylos) im Norden. Der Nif Dağı ist einer der Berge, die in der Antike den Namen Olympos trugen. Die Stadt liegt an der E 96 von Izmir nach Afyon.

## Verwaltung
Der Kreis (bzw. Kaza als Vorgänger) bestand schon vor Gründung der Türkischen Republik 1923 und hatte zur ersten Volkszählung 1927 eine Einwohnerschaft von 21.968 (auf 440 km² Fläche) in 41 Dörfern, 4.231 davon wohnten im Verwaltungssitz Kémal-Pacha.
(Bis) Ende 2012 bestand der Landkreis aus der Kreisstadt und 29 Dörfern (Köy), die während der Verwaltungsreform 2013/2014 in Mahalle (Stadtviertel/Ortsteile) überführt wurden. Die 20 Mahalle der Kreisstadt blieben unverändert erhalten. Durch Herabstufung der Dörfer zu Mahalle stieg deren Zahl auf 49. Ihnen steht ein Muhtar als oberster Beamter vor.
Ende 2020 lebten durchschnittlich 2.249 Menschen in jedem Mahalle, Mehmet Akif Ersoy Mah. (20.161), Sekiz Eylül Mah. (14.640) und Soğukpınar Mah. (10.023) waren die bevölkerungsreichsten.

## Geschichte
In der Antike war der Ort unter dem Namen Nymphaion zeitweise eine Residenz der byzantinischen Kaiser. Der Name wurde später zu Nif. Zu Ehren Atatürks wurde die Stadt in Kemalpaşa umbenannt.

## Sehenswürdigkeiten
In der Stadt selbst sind die Ruinen eines Palastes zu sehen, den Kaiser Andronikos I. Komnenos im 12. Jahrhundert erbauen ließ. An der Straße nach Torbalı, etwa zehn Kilometer südlich, liegt das hethitische Felsrelief von Karabel. Etwa acht Kilometer nordwestlich der Stadt liegt der Ulucak Höyük, ein Siedlungshügel, der von der Jungsteinzeit bis in byzantinische Zeit bewohnt war.